# Come è fatto
Come è fatto (in inglese How It's Made, noto anche con il titolo francese Comment c'est fait) è un documentario prodotto in Québec (in Canada) da Productions MAJ Inc. e in onda dal 6 gennaio 2001.
In Italia è ed è stato trasmesso da vari canali del gruppo Discovery: Discovery Channel, Discovery Science, Real Time, DMAX, Nove, K2, Frisbee, Motor Trend e Focus. Il narratore di ogni puntata è Gianluca Tusco. Le puntate andate in onda su Real Time e Frisbee hanno visto la conduzione di Barbara Gulienetti, che introduceva i vari video, con il titolo Com'è fatto con Barbara.
Nel programma viene descritta la produzione a partire dalle materie prime fino all'imballaggio del prodotto finito così come è distribuito al consumatore finale.
Per ora sono state prodotte 16 stagioni con 208 puntate totali in Italia. Nella versione originale, invece, sono state registrate 416 puntate in 32 stagioni, ed altre puntate sono in produzione.

## Formato del programma
Il programma è un documentario che mostra come vengono prodotti oggetti comuni e quotidiani (compresi vestiti e accessori come borse di pelle, generi alimentari come la gomma da masticare, prodotti industriali come motori, strumenti musicali come chitarre e articoli sportivi come lo snowboard).
Come è fatto è filmato senza testo esplicativo per semplificare la traduzione in diverse lingue. Ad esempio, il programma evita di mostrare un narratore o un ospite sullo schermo e spesso non ha dipendenti di aziende in primo piano che parlano alla telecamera, riducendo al minimo l'interazione umana con il processo di produzione.
Un narratore fuori campo spiega ogni processo, spesso con umoristici giochi di parole. Ogni puntata di mezz'ora di solito ha tre o quattro segmenti principali, ciascuno della durata di circa cinque minuti; sono tuttavia consentite eccezioni nel tempo assegnato per i prodotti più complessi. Di solito, ogni puntata ha almeno un prodotto con un'introduzione storica che lo precede e che mostra come e dove è stato creato il prodotto e che cosa usavano le persone prima di esso.
Nella versione andata in onda su Real Time e Frisbee, è anche presente un'introduzione di Barbara Gulienetti sull'oggetto, seguita dall'introduzione originale e dalla produzione di esso.

## Trasmissione internazionale
Il programma ha avuto molto successo venendo tradotto e trasmesso in diversi paesi in tutto il mondo, trasmesso per lo più sui canali del gruppo Discovery. Negli Stati Uniti è andato in onda sul canale Science e su Discovery Channel, nel Regno Unito è stato trasmesso sui canali Discovery Channel, Discovery Science e Quest.
In Francia è andato in onda sul canale Ztélé con il nome di "Comment c'est fait". In Spagna è andato in onda col nome di "Así se hace" su Discovery Channel e Discovery MAX. In Norvegia è stato trasmesso su Discovery Channel e Discovery Science con il titolo di "Hvordan den lages", in Polonia è andato in onda su Discovery Channel Polska e Discovery Science Channel Polska sotto il titolo di "Jak to jest zrobione".
Inoltre il programma è stato tradotto in portoghese con il titolo di "O Segredo das Coisas", ungherese ("Hogyan készült"), romeno ("Cum se fabrică"), russo ("Как это работает"), finlandese ("Miten se tehtiin?"), ceco ("Jak se to dělá"), turco ("Nasıl Yapılır?") e bulgaro ("Как се прави...").

## Edizioni
| Edizione | Puntate | Prima TV Canada | Prima TV Italia |
| -------- | ------- | --------------- | --------------- |
| 1        | 13      | 2001            | 2001            |
| 2        | 13      | 2002            | 2002            |
| 3        | 13      | 2003            | 2003            |
| 4        | 13      | 2004            | 2004            |
| 5        | 13      | 2005            | 2005            |
| 6        | 13      | 2005-2006       | 2005-2006       |
| 7        | 13      | 2006            | 2006            |
| 8        | 13      | 2006-2007       | 2006-2007       |
| 9        | 13      | 2007            | 2007            |
| 10       | 13      | 2007-2008       | 2007-2008       |
| 11       | 13      | 2008            | 2008            |
| 12       | 13      | 2008-2009       | 2008-2009       |
| 13       | 13      | 2009            | 2009            |
| 14       | 13      | 2009-2010       | 2009-2010       |
| 15       | 13      | 2010            | 2010            |
| 16       | 13      | 2010-2011       | 2010-2011       |
| 17       | 13      | 2016-2017       | 2017            |

## Elenco delle puntate
L'elenco riportato qui sotto rappresenta l'elenco delle puntate che sono state trasmesse in Italia, che ammonta a 208.
Ogni puntata è divisa in quattro segmenti, in ognuno dei quali viene mostrato la produzione di un oggetto.

### 1ª edizione (2001)
| Episodio in serie | Segmento 1           | Segmento 2                  | Segmento 3                      | Segmento 4           |
| ----------------- | -------------------- | --------------------------- | ------------------------------- | -------------------- |
| 1                 | Carta in alluminio   | Tavole da snowboard         | Lenti a contatto                | Pane                 |
| 2                 | Compact disc         | Mozzarella                  | Collant                         | Lampade fluorescenti |
| 3                 | Stuzzicadenti        | Vasche da bagno in acrilico | Elicotteri                      | Birra                |
| 4                 | Apparecchi acustici  | Puzzle in 3D                | Tappetini in gomma              | Water                |
| 5                 | Carta da stampa      | Jeans                       | Computer                        | Lastre di vetro      |
| 6                 | Chiodi e graffe      | Occhiali protettivi         | Tessuti                         | Biciclette           |
| 7                 | Kayak                | Scarpe antinfortunistica    | Insegne elettroniche            | Cereali              |
| 8                 | Camion               | Cerotti                     | Schede elettroniche             | Liquori              |
| 9                 | Acciaio              | Succo di mela               | Carrelli di atterraggio         | Cosmetici            |
| 10                | Ologrammi            | Arte del packaging          | Cultura di tessuti vivi         | Mais in scatola      |
| 11                | Borse di plastica    | Pannelli fotovoltaici       | Taniche in plastica per benzina | Bastoni da hockey    |
| 12                | Tappi d'alluminio    | Cioccolato                  | Pillole                         | Pasta                |
| 13                | Caschi da bicicletta | Alluminio                   | Freni per auto                  | Batterie al litio    |

### 2ª edizione (2002)
| Episodio | Segmento A            | Segmento B             | Segmento C                         | Segmento D                |
| -------- | --------------------- | ---------------------- | ---------------------------------- | ------------------------- |
| 1        | Lenti per occhiali    | Granito                | Patatine                           | Microprocessori           |
| 2        | Miele                 | Fibre ottiche          | Mattoni                            | Organo a canne            |
| 3        | Moto d'acqua          | Vino                   | Mobili da ufficio in truciolato    | Pattini da ghiaccio       |
| 4        | Giacche a vento       | Animazione             | Funghi                             | Anelli d'oro              |
| 5        | Lattuga idroponica    | Legname da costruzione | Riciclaggio                        | Esche da pesca            |
| 6        | Taglio dei diamanti   | Porte in legno         | Palline da Paintball               | Giornali                  |
| 7        | Tappeti               | Acqua potabile         | Operazione chirurgica al laser     | Chitarre acustiche        |
| 8        | Barche in vetroresina | Asciugatrice           | Gomme da masticare                 | Fuochi d'artificio        |
| 9        | Casseforti blindate   | Protesi dentarie       | Aeroplani                          | Sciroppo d'acero          |
| 10       | Caramelle gommose     | Lattine d' alluminio   | Itticoltura                        | Statue di bronzo          |
| 11       | Pentole d'alluminio   | Arti artificiali       | Burro di arachidi                  | Lampade ad alta intensità |
| 12       | Cuscinetti a sfera    | Cavi elettrici         | Fusione a cera persa               | Macchine automatiche      |
| 13       | Automobili            | Carrelli per la spesa  | Progettazione e lavorazione rapida | Monete da collezione      |

### 3ª edizione (2003)
| Episodio | Segmento A               | Segmento B                   | Segmento C             | Segmento D                     |
| -------- | ------------------------ | ---------------------------- | ---------------------- | ------------------------------ |
| 1        | Timbri pre inchiostrati  | Mirtilli di palude           | Filati di cotone       | Segnali stradali               |
| 2        | Lucchetti a combinazione | Ceramica                     | Roulotte               | Gomme da cancellare            |
| 3        | Ruspe                    | Olio vegetale                | Utensili da lavoro     | Cotton fioc                    |
| 4        | Recinzioni metalliche    | Tegole d'asfalto             | Polistirolo            | Caramelle                      |
| 5        | Carrozze                 | Protesi oculari              | Cibo per cani e gatti  | Specchi                        |
| 6        | Yogurt                   | Candele                      | Insegne al neon        | Rilegatura dei libri           |
| 7        | Senape                   | Violini                      | Dadi e bulloni         | Carta igienica                 |
| 8        | Fiori freschi recisi     | Nastro adesivo               | Tofu                   | Biglietti della lotteria       |
| 9        | Natanti gonfiabili       | Couscous                     | Plastilina             | Oggetti in vimini              |
| 10       | Generatori eolici        | Guanti in PVC                | Vetro termoformato     | Autopompe dei vigili del fuoco |
| 11       | radiatori per auto       | Incubazione dei pulcini      | Pasta fillo            | Sci di fondo                   |
| 12       | Radiatore elettrico      | Imballaggi in cartapesta     | Pollo                  | Videogiochi                    |
| 13       | Stivali per pompieri     | Attrezzi per il giardinaggio | Macchine automatizzate | Pannelli di cartongesso        |

### 4ª edizione (2004)
| Episodio | Segmento A                             | Segmento B                   | Segmento C                            | Segmento D                   |
| -------- | -------------------------------------- | ---------------------------- | ------------------------------------- | ---------------------------- |
| 1        | Bottiglie e barattoli di plastica      | Consegna della posta         | Uova                                  | Penne stilografiche in legno |
| 2        | Stampi per stampaggi a iniezione       | Filtri dell'olio             | Schedari da ufficio                   | Vetro soffiato               |
| 3        | Strumenti da taglio ad alta precisione | Vetro colorato               | Semirimorchio                         | Flauto dolce                 |
| 4        | Conga                                  | Placcature metalliche        | Bottoni (parte 1)                     | Bottoni (parte 2)            |
| 5        | Dischi abrasivi                        | Concime                      | Tendine veneziane                     | Latte                        |
| 6        | Spazzole e scope                       | Lavagne                      | Salmone affumicato                    | Chiusure lampo               |
| 7        | Insegne pubblicitarie 3D               | Pavimenti in parquet         | Tubi corrugati in PE                  | Materassi                    |
| 8        | Piastrelle in ceramica                 | Arachidi                     | Acciaio                               | Skateboard                   |
| 9        | Motori per automobili                  | Farina                       | Mobili reclinabili                    | Buste                        |
| 10       | Posate e bicchieri in plastica         | Trucchi per effetti speciali | Oro                                   | Arpa                         |
| 11       | Laminato                               | Ghiacciolo                   | Mattoncini da costruzione per bambini | Detersivi                    |
| 12       | Listelli decorativi                    | Pulegge commerciali          | Tubi industriali in gomma             | Pavimenti in vinile          |
| 13       | Spatole per stucco                     | Porte da garage              | Motori elettrici                      | Lana                         |

### 5ª edizione (2005)
| Episodio | Segmento A            | Segmento B          | Segmento C             | Segmento D                         |
| -------- | --------------------- | ------------------- | ---------------------- | ---------------------------------- |
| 1        | Asfalto               | Marshmallow         | Altoparlanti           | Serrature elettroniche             |
| 2        | Stufe a legna         | Ortesi              | Scarpette da ballo     | Autobus                            |
| 3        | Bracci meccanici      | Tatuaggi            | Assorbenti intimi      | Tubi di cemento                    |
| 4        | Guanti da hockey      | Merendine           | Pneumatici rigenerati  | Trattamento delle acque di scarico |
| 5        | Ambulanze             | Tavoli da pranzo    | Fisarmonica diatonica  | Targhe in materiale acrilico       |
| 6        | Batterie alcaline     | Sedie a rotelle     | Flauti                 | Stivali da cowboy                  |
| 7        | Palline da golf       | Maniglie            | Parchimetri            | Pareti mobili                      |
| 8        | Armature              | Lampade da lampione | Legno curvato          | Interruttori a membrana            |
| 9        | Sulky                 | Cornamuse           | Tronchetti dolci       | Esche artificiali                  |
| 10       | Ginocchiere da hockey | Spillette           | Scatole di cartone     | Bicchieri di cristallo             |
| 11       | Cemento               | Bare                | Bevande analcoliche    | Poltrone a dondolo                 |
| 12       | Coltelli da cucina    | Manichini           | Calze                  | Aghi ipodermici                    |
| 13       | Quadri elettrici      | Aquiloni            | Montature per occhiali | Spazzolini da denti                |

### 6ª edizione (2005-2006)
| Episodio | Segmento A                   | Segmento B          | Segmento C                         | Segmento D                         |
| -------- | ---------------------------- | ------------------- | ---------------------------------- | ---------------------------------- |
| 1        | Veicoli a tre ruote          | Mazze da baseball   | Bonsai artificiali                 | Trombone                           |
| 2        | Molle                        | Pietre da selciato  | Pianoforti (parte 1)               | Pianoforti (parte 2)               |
| 3        | Corde                        | Tavoli da biliardo  | Tavole da windsurf                 | Cimbali                            |
| 4        | Cinture di sicurezza         | Finestre            | Statuette di cera                  | Mongolfiere                        |
| 5        | Filtri dell'aria             | Stecche da biliardo | Sculture di ghiaccio               | Completi da uomo                   |
| 6        | Corrimano per scale mobili   | Evidenziatori       | Corde per chitarra                 | Parrucche                          |
| 7        | Archi tradizionali           | Macchine da caffè   | Costumi da mascotte                | Amache                             |
| 8        | Isolamento con lana di vetro | Anatre di legno     | Distributori di gomma da masticare | Tubi di scappamento                |
| 9        | Catene                       | Panini              | Dischi in vinile (parte 1)         | Dischi in vinile (parte 2)         |
| 10       | Parabrezza                   | Selle inglesi       | Burro                              | Orologi stradali                   |
| 11       | Segway                       | Canoe in cedro      | Chitarre elettriche (parte 1)      | Chitarre elettriche (parte 2)      |
| 12       | Scaldabagno                  | Airbag              | Caramelle alla frutta              | Livellatrici per campi in ghiaccio |
| 13       | Veicoli anfibi               | Mazze da golf       | Modellini navali                   | Pelli per tamburo                  |

### 7ª edizione (2006)
| Episodio | Segmento A                          | Segmento B                           | Segmento C                                 | Segmento D                                 |
| -------- | ----------------------------------- | ------------------------------------ | ------------------------------------------ | ------------------------------------------ |
| 1        | Palloni da football americano       | Amplificatori per chitarra elettrica | Biglie di vetro                            | Eliche per aerei                           |
| 2        | Blocchi-motore                      | Caramelle dure                       | Tamburi (parte 1)                          | Tamburi (parte 2)                          |
| 3        | Accendini Zippo                     | Modelli di dinosauri                 | Dischi da hockey su ghiaccio               | Bombole ad alta pressione                  |
| 4        | Palloncini gonfiabili               | Carta da parati                      | Patate fritte congelate                    | Lampadine a incandescenza                  |
| 5        | Fiammiferi                          | Cavalli da giostra                   | Porcellana                                 | Serbatoi per automobili                    |
| 6        | Stoviglie in vetro (Pyrex)          | Saponette                            | Steel drum                                 | Uniformi da pompiere                       |
| 7        | Pastelli a cera                     | Kayak in legno                       | Falciatrici                                | Collane d'oro                              |
| 8        | Dispositivi di sicurezza gonfiabili | Macchine da scrivere in Braille      | Violoncelli in fibra di carbonio (parte 1) | Violoncelli in fibra di carbonio (parte 2) |
| 9        | Alberi velici in fibra di carbonio  | Biscotti della fortuna               | Proiettori Imax                            | Catene a rulli                             |
| 10       | Elmetti da pompiere                 | Bussole nautiche                     | Tubetti                                    | Seghe a mano                               |
| 11       | Lampadine alogene                   | Isolante in cellulosa                | Scale in alluminio                         | Canne da pesca in bambù                    |
| 12       | Punte per trapano                   | Cabine per fototessere               | Francobolli (parte 1)                      | Francobolli (parte 2)                      |
| 13       | Ruote da timone                     | Tappeti intrecciati                  | Termostati da automobile                   | Scalpelli                                  |

### 8ª edizione (2006-2007)
| Episodio | Segmento A                    | Segmento B                   | Segmento C                               | Segmento D                               |
| -------- | ----------------------------- | ---------------------------- | ---------------------------------------- | ---------------------------------------- |
| 1        | Motocicli                     | Tubazioni in grès            | Bacchette da batteria                    | Fischietti                               |
| 2        | Bottiglie di vetro            | Seghetti                     | Maschere da portieri di hockey (parte 1) | Maschere da portieri di hockey (parte 2) |
| 3        | Mazze da lacrosse             | Pesce surgelato              | Torce elettriche                         | Pennelli                                 |
| 4        | Batterie ricaricabili         | Lattine                      | Lenti ottiche (parte 1)                  | Lenti ottiche (parte 2)                  |
| 5        | Pistoni                       | Rulli da pittura             | Paracadute                               | Canne fumarie                            |
| 6        | Mulinelli da pesca            | Case per bambole             | Frullatori (parte 1)                     | Frullatori (parte 2)                     |
| 7        | Fotografie                    | Concia delle pelli           | Elettrodi per saldatura                  | Violini elettrici                        |
| 8        | Ferri da cavallo              | Lavastoviglie                | Canne da pesca in grafite                | Pizze surgelate                          |
| 9        | Cartucce di CO2               | Brezel                       | Elevatore a forbice                      | Pista da hockey su ghiaccio              |
| 10       | Bastoni da hockey su ghiaccio | Bronzatura                   | Tapis roulant                            | Computer palmari                         |
| 11       | Manette                       | Stucco e prodotti sigillanti | Bombole di propano                       | Ricostruzione facciale forense           |
| 12       | Pellicce                      | Carri funebri                | Pali per lampioni                        | Tees da golf                             |
| 13       | Chiusino                      | Cappe da cucina              | Legno artificiale per camini             | Motoslitte                               |

### 9ª edizione (2007)
| Episodio | Segmento A           | Segmento B                    | Segmento C                     | Segmento D                |
| -------- | -------------------- | ----------------------------- | ------------------------------ | ------------------------- |
| 1        | Pneumatici pieni     | Cheesecake                    | Pagaie                         | Mappamondi                |
| 2        | Boomerang            | Barbecue                      | Flipper                        | Luci stroboscopiche       |
| 3        | Scodelle di legno    | Motoseghe                     | Patatine impilabili (Pringles) | Pale di motore a reazione |
| 4        | Lana d'acciaio       | Cucina a gas                  | Candele decorative             | Slot machine              |
| 5        | CCD a semiconduttore | Pasti per voli aerei          | Bicchieri di carta             | Trombe                    |
| 6        | Lucchetti            | Rasoi elettrici per capelli   | Zoccoli di legno               | Pelle sintetica           |
| 7        | Canoe da regata      | Lavelli in acciaio inox       | Conciatura del cuoio           | Pedal steel guitar        |
| 8        | Spade                | Pontoni                       | Orologi a pendolo              | Fusibili e valvole        |
| 9        | Paraurti             | Gelatine e filtri fotografici | Modellini a vapore             | Bastoncini di zucchero    |
| 10       | Ombrelli             | Motori fuoribordo             | Argenteria                     | Metri a nastro            |
| 11       | Bisturi              | Colori ad olio                | Cappello da poliziotto inglese | Piccozze da alpinista     |
| 12       | Pancetta             | Spargineve                    | Auto di lusso (parte 1)        | Auto di lusso (parte 2)   |
| 13       | Cambio automatico    | Miniature in argento          | Ceste per mongolfiere          | Freccette                 |

### 10ª edizione (2007-2008)
| Episodio | Segmento A           | Segmento B                          | Segmento C                     | Segmento D                  |
| -------- | -------------------- | ----------------------------------- | ------------------------------ | --------------------------- |
| 1        | Calamite             | Prosciutto cotto                    | Teiere placcate argento        | Manichini per crash test    |
| 2        | Bocce da curling     | Frigoriferi                         | Mazze da baseball in alluminio | Vetro opalescente           |
| 3        | Livelle              | Würstel                             | Grane abrasive                 | Carta vetrata               |
| 4        | Gelati confezionati  | Mazze da golf in legno              | Ali aeronautiche               | Batterie riciclate per auto |
| 5        | Pompe per carburante | Mazze da cricket                    | Distributori di monete         | Tubi in ferro dolce         |
| 6        | Botti in legno       | Idranti                             | Sedili per auto                | Tubo a raggi catodici       |
| 7        | Acciaio inox         | Caschi da football                  | Statuette in resina            | Vetreria per laboratorio    |
| 8        | Coltellini tascabili | Trasformatori su palo               | Oggetti in pietra ollare       | Racchette da neve           |
| 9        | Manichini per sarto  | Eliche da imbarcazione              | Piumoni                        | Rubinetti                   |
| 10       | Campane in bronzo    | Eliche in legno per aereo           | Bricchette di carbone          | Caminetti a gas             |
| 11       | Estintori            | Ciambelle                           | Ammortizzatori                 | Banjo                       |
| 12       | Barili in acciaio    | Fischietti da vigile urbano inglese | Modellini ferroviari           | Vetrocemento                |
| 13       | Coni gelato          | Caravan con tenda                   | Lucido da scarpe               | Pinze                       |

### 11ª edizione (2008)
| Episodio | Segmento A                               | Segmento B                     | Segmento C                          | Segmento D                          |
| -------- | ---------------------------------------- | ------------------------------ | ----------------------------------- | ----------------------------------- |
| 1        | Binocoli                                 | Giochi pirotecnici             | Stivali di gomma                    | Seghe circolari                     |
| 2        | Modelli anatomici                        | Jukebox                        | Tortilla chips                      | Candele di accensione               |
| 3        | Matite                                   | Riciclaggio dei metalli        | Caffè (parte 1)                     | Caffè (parte 2)                     |
| 4        | Giavellotti                              | Orologi a cucù                 | Cuori di palma                      | Tergicristalli                      |
| 5        | Vetro per uso tecnico                    | Lavatrici                      | Carte da gioco                      | Balestre                            |
| 6        | Macchine da presa                        | Decorazioni natalizie in vetro | Pneumatici giganti (parte 1)        | Pneumatici giganti (parte 2)        |
| 7        | Microfoni                                | Vasche idromassaggio           | Erba sintetica                      | Boccali da birra                    |
| 8        | Veicoli da Hot rod                       | Uova decorative                | Ugelli per estintori                | Palle da baseball                   |
| 9        | Fisarmoniche                             | Ananas                         | Articolazioni artificiali (parte 1) | Articolazioni artificiali (parte 2) |
| 10       | Valvole giganti                          | Sardine                        | Barografi                           | Pannolini                           |
| 11       | Lame riscaldanti per pattini da ghiaccio | Alianti                        | Campane                             | Manichette antincendio              |
| 12       | Fornelli a induzione                     | Piattaforme di pesatura        | Contenitori Tetrapak                | Armoniche                           |
| 13       | Guanti da baseball                       | Elettrodi per uso medico       | Cappelli da cowboy (parte 1)        | Cappelli da cowboy (parte 2)        |

### 12ª edizione (2008-2009)
| Episodio | Segmento A                          | Segmento B                     | Segmento C                   | Segmento D                             | Titoli originali                                                                       | Prima TV Italia |
| -------- | ----------------------------------- | ------------------------------ | ---------------------------- | -------------------------------------- | -------------------------------------------------------------------------------------- | --------------- |
| 1        | Avvitatori pneumatici               | Lavandini in marmo artificiale | Chips di platano             | Auto da Formula NASCAR                 | Pneumatic Impact Wrenches / Cultured Marble Sinks / Plantain Chips / NASCAR Stock Cars | 07.01.2009      |
| 2        | Tenaglie pneumatiche                | Alberi di Natale artificiali   | Cracker di soda              | Chiavi a bussola                       | Jaws of Life / Artificial Christmas Trees / Soda Crackers / Ratchets                   | 14.01.2009      |
| 3        | Termometri                          | Bilance da supermercato        | Vernici aeronautiche         | Cioccolatini                           | Thermometers / Produce Scales / Aircraft Painting / Luxury Chocolates                  | 21.01.2009      |
| 4        | Carburatori per auto                | Condizionatori d'aria          | Zucchero (parte 1)           | Zucchero (parte 2)                     | Carburetors / Air Conditioners / Sugar (Part 1) / Sugar (Part 2)                       | 04.02.2009      |
| 5        | Chiavi combinate                    | Insaccati                      | Golf cart                    | Dirigibili                             | Combination Wrenches / Deli Meats / Golf Cars / Airships                               | 11.02.2009      |
| 6        | Parti in fibra di carbonio per auto | Asciugamani ad aria            | Filo in poliestere riciclato | Felpa                                  | Carbon Fibre Car Parts / Hand Dryers / Recycled Polyester Yarn / Fleece                | 18.02.2009      |
| 7        | Distintivi                          | Muffin                         | Autolavaggio                 | Manometri                              | Police Badges / Muffins / Car Washes / Pressure Gauges                                 | 25.02.2009      |
| 8        | Metal detector                      | Rum                            | Lampade stile Tiffany        | Motori per aerei                       | Metal Detectors / Rum / Tiffany Reproductions / Aircraft Engines                       | 04.03.2009      |
| 9        | Tagliaerba                          | Popcorn                        | Letti regolabili             | Diamanti artificiali                   | Riding Mowers / Popcorn / Adjustable Beds / Cultured Diamonds                          | 11.03.2009      |
| 10       | Roulotte                            | Rafani                         | Caldaie a vapore industriali | Deodoranti                             | Airstream Trailers / Horseradish / Industrial Steam Boilers / Deodorant                | 17.03.2009      |
| 11       | Cacciaviti                          | Cingolati                      | Bilance mediche              | Mazze da baseball in fibra di carbonio | Screwdrivers / Compact Track Loaders / Physician Scales / Carbon Fibre Bats            | 17.02.2009      |
| 12       | Scale mobili                        | Canoe in kevlar                | Formaggio caprino            | Carillon                               | Escalators / Kevlar Canoes / Goat Cheese / Disc Music Boxes                            | 25.03.2009      |
| 13       | Motori da motocicletta              | Sculture in vetro smaltato     | Carta artigianale            | Aste da salto                          | Motorcycle Engines / Glass Enamel Sculptures / Hand-Made Paper / Vaulting Poles        | 31.03.2009      |

### 13ª edizione (2009)
| Episodio | Segmento A                      | Segmento B                     | Segmento C                   | Segmento D                   | Titoli originali                                                                                  |
| -------- | ------------------------------- | ------------------------------ | ---------------------------- | ---------------------------- | ------------------------------------------------------------------------------------------------- |
| 1        | Martelli                        | Formaggio emmental             | Pattini a rotelle            | Matite colorate              | Hammers / Swiss Cheese / Roller Skates / Coloured Pencils                                         |
| 2        | Biciclette in fibra di carbonio | Sangue artificiale             | Candelabri                   | Penne a sfera                | Carbon Fiber Bicycles / Blood Products / Forged Chandeliers / Ballpoint Pens                      |
| 3        | Coltellini svizzeri             | Rulli per pianola              | Taniche per olio             | Cerchioni per auto           | Swiss Army Knives / Player Piano Rolls / Oil Tankers / Racing Wheels                              |
| 4        | Bocce da bowling                | Insegne da barbiere            | Feltro                       | Rilevatore radar di velocità | Bowling Balls / Barber Poles / Felt / Radar Guns                                                  |
| 5        | Collettori in rame              | Pianole                        | Macinapepe                   | Sterzi per auto da Hot rod   | Copper Pipe Fittings / Cylinder Music Boxes / Pepper Mills / Hot Rod Steering Columns             |
| 6        | Ingranaggi                      | Cinturini per orologi da polso | Piatti in vetro              | Forbici                      | Gears / Leather Watchbands / Vitrelle Dishes / Kitchen Shears                                     |
| 7        | Pentole a pressione             | Canarini meccanici             | Boe oceanografiche           | Autocisterne                 | Pressure Cookers / Mechanical Singing Birds / Oceanographic Buoys / Stainless-Steel Tank Trailers |
| 8        | Barche in alluminio             | Corni alpini                   | Orologi di lusso (parte 1)   | Orologi di lusso (parte 2)   | Aluminium Boats / Alpine Horns / Luxury Watches (Part 1) / Luxury Watches (Part 2)                |
| 9        | ATV (All-terrain vehicle)       | Sci da sci alpinismo           | Macchine per taglio al laser | Sculture in marmo            | All-terrain vehicles / Alpine Skis / Laser Cutters / Marble Sculptures                            |
| 10       | Chiavi meccaniche               | Scarpe in cuoio                | Borracce in alluminio        | Catene per bicicletta        | Socket Sets / Leather Shoes / Aluminum Water Bottles / Bike Chains                                |
| 11       | Sculture in legno               | Stoviglie                      | Campanacci per mucche        | Penne stilografiche          | Carved Wood Sculptures / Flatware / Cow Bells / Fountain Pens                                     |
| 12       | Olio di oliva                   | Carrelli elevatori             | Lavorazione dei metalli      | Scarponi da sci              | Olive Oil / Lift Trucks / Seamless Rolled Rings / Ski Boots                                       |
| 13       | Pentole professionali           | Cofanetti in legno             | Scaldabagno                  | Scooter                      | Professional Cookware / Luxury Inlaid Boxes / High-Efficiency Water Heaters / Scooters            |

### 14ª edizione (2009-2010)
| Episodio | Segmento A               | Segmento B       | Segmento C                    | Segmento D                       | Titoli originali                                                                                   |
| -------- | ------------------------ | ---------------- | ----------------------------- | -------------------------------- | -------------------------------------------------------------------------------------------------- |
| 1        | Minimoto                 | Biscotti         | Scatole per attrezzi          | Piegatura di tubazioni           | Mini GP Motorcycles / Fig Cookies / Tool Boxes / Pipe Bends                                        |
| 2        | Rivoltelle               | Bike ellittiche  | Fornaci ad oli incombusti     | Pelapatate e rotella tagliapizza | Western Revolver Replicas / Arc Trainers / Used-Oil Furnaces / Vegetable Peelers and Pizza Cutters |
| 3        | Mazze da golf in metallo | Waffles          | Fili e cavi elettrici         | Ruote per treni                  | Metal Golf Clubs / Waffles / Custom Wires and Cables / Train Wheels                                |
| 4        | Vele nautiche            | Noci             | Ganasce immobilizzatrici      | Pannelli a sandwich              | Sails / Walnuts / Wheel Immobilizers / Honeycomb Structural Panels                                 |
| 5        | Tavole da surf           | Adesivi          | Biscotti farciti              | Tegole in cemento                | Surfboards / Stickers / Sandwich Cookies / Concrete Roofing Tiles                                  |
| 6        | Occhiali da sci          | Gru a torre      | Statuette in porcellana       | Motori Diesel                    | Ski Goggles / Tower Cranes / Porcelain Figurines / Diesel Engines                                  |
| 7        | Olive farcite            | Astrolabi        | Selle                         | Selle                            | Stuffed Olives / Astrolabes / Western Saddles (Part 1) / Western Saddles (Part 2)                  |
| 8        | Scarpe da corsa          | Scuri            | Go kart                       | Animatronica                     | Custom Running Shoes / Axes / Racing Karts / Animatronics                                          |
| 9        | Cuffie audio             | Erogatori da sub | Lampade per studi fotografici | Lampade per studi fotografici    | Headphones / Diving Regulators / Reflector Light Bulbs (Part 1) / Reflector Light Bulbs (Part 2)   |
| 10       | Mulinelli da pesca       | Vernice          | Telai da tessitura            | Ghiacciaie                       | Fly Fishing Reels / House Paint / Weaving Looms / Ice Makers                                       |
| 11       | Matite a grafite         | Clarinetti       | Effetti speciali              | Effetti speciali                 | Graphite Pencil Leads / Clarinets / Special Effects (Part 1) / Special Effects (Part 2)            |
| 12       | Idroscivolanti           | Cipolle          | Stampa tridimensionale        | Curvatura del legno              | Air Boats / Onions / 3D Metal Printing / Curved Cabinet Doors                                      |
| 13       | Penne a sfera retrattili | Sale da cucina   | Tube                          | Tube                             | Retractable Ballpoint Pens / Solar Salt / Tubas (Part 1) / Tubas (Part 2)                          |

### 15ª edizione (2010)
| Episodio | Segmento A              | Segmento B                    | Segmento C                     | Segmento D                     | Titoli originali |
| -------- | ----------------------- | ----------------------------- | ------------------------------ | ------------------------------ | --- |
| 1        | Caviale di alga bruna   | Barche di lusso               | Corone dentarie                | Motori ad alte prestazioni     | Kelp Caviar / Luxury Sailboats / Dental Crowns / High-Performance Engines                                                         |
| 2        | Frizioni per dragster   | Whisky di malto               | Aerei agricoli                 | Borsette in pelle              | Drag Racing Clutches / Corn Whiskey / Crop Dusters / Leather Briefcases                                                           |
| 3        | Binari ferroviari       | Acqua demineralizzata         | Sedili per auto da corsa       | Pavimenti in parquet           | Train Rails / Desalinated Water / Racing Wheelchairs / Parquetry / Train Rails / Desalinated Water / Racing Wheelchairs Parquetry |
| 4        | Simulatori di volo      | Rilegatura tradizionale       | Pomodori da serra              | Coperture anti-uragano         | Flight Simulators / Traditional Bookbinding / Greenhouse Tomatoes / Hurricane-Proof Shutters                                      |
| 5        | Salsa Worcester         | Bocce da gioco                | Aerei radiocomandati (parte 1) | Aerei radiocomandati (parte 2) | Worcestershire Sauce / Lawn Bowls / Radio-Controlled Model Jets (Part 1) / Radio-Controlled Model Jets (Part 2)                   |
| 6        | Tubi                    | Attrezzature da arrampicata   | Selle da moto in cuoio         | Auto sportive di lusso         | Pipes / Rock Climbing Gear / Leather Bike Saddles / Luxury Sports Cars                                                            |
| 7        | Cibo finto              | Distributori di coni stradali | Cavalli a dondolo              | Taxi londinesi                 | Replica Foods / Traffic Cone Dispensers / Rocking Horses / London Taxis                                                           |
| 8        | Arredi in miniatura     | Locomotive da giardino        | Hovercraft                     | Biciclette pieghevoli          | Miniature Furniture / Garden Steam Locomotives / Hovercraft / Folding Bicycles                                                    |
| 9        | Saracchi                | Haggis                        | Armi da collezione (parte 1)   | Armi da collezione (parte 2)   | Crosscut Saws / Haggis / Collectible Firearms (Part 1) / Collectible Firearms (Part 2)                                            |
| 10       | Borsette in coccodrillo | Armadietti scolastici         | Pialle                         | Scatole nere                   | Alligator Bags / Lockers / Bench Planes / Deployable Flight Recorders                                                             |
| 11       | Ganci per gru           | Spezie                        | Slitte da neve                 | Scarpe da atletica             | Grapples / Flavourings / Dog Sleds / Athletic Shoes                                                                               |
| 12       | Cavi retrattili         | Auto d'epoca                  | Sushi (parte 1)                | Sushi (parte 2)                | Retractile Cords / Wood Frame Sports Cars / Sushi (Part 1) / Sushi (Part 2)                                                       |
| 13       | Portafogli in pelle     | Corni francesi                | Salsa di soia                  | Automobili giocattolo          | Leather Wallets / French Horns / Soy Sauce / Children's Ride-On Cars                                                              |

### 16ª edizione (2010-2011)
| Episodio | Segmento A                     | Segmento B             | Segmento C                         | Segmento D                  | Titoli originali                                                             |
| -------- | ------------------------------ | ---------------------- | ---------------------------------- | --------------------------- | ---------------------------------------------------------------------------- |
| 1        | Fermacarte in vetro millefiori | Salgemma               | Schiaccianoci                      | Sportelli di automobili     | Millefiori Glass Paperweights / Road Salt / Nutcrackers / Car Doors          |
| 2        | Rasoi da barbiere              | Sanguinaccio insaccato | Volanti di automobili              | Pigmenti sintetici          | Straight Razors / Black Pudding / Steering Wheels / Inorganic Pigments       |
| 3        | Pentole in ferro               | Biodiesel              | Appendini per abiti                | Isolamento in lana di vetro | Cast Iron Cookware / Biodiesel / Clothes Hangers / Stone Wool Insulation     |
| 4        | Aghi e spille                  | Cornici per edilizia   | Locomotive                         | Mollette da bucato          | Needles & Pins / Architectural Mouldings / Locomotives / Clothespins         |
| 5        | Manufatti in filigrana         | Cibo per pesci         | Camper (parte 1)                   | Camper (parte 2)            | Filigree Glass / Fish Food / Motor Homes (Part 1) / Motor Homes (Part 2)     |
| 6        | Ferri chirurgici               | Ketchup                | Autobus a due piani                | Bastoni da passeggio        | Surgical Instruments / Ketchup / Double-Decker Buses / Walking Sticks        |
| 7        | Accessori per cucina           | Aspirapolvere          | Cartapesta                         | Pistoni idraulici           | Kitchen Accessories / Vacuums / Papier-mâché / Hydraulic Cylinders           |
| 8        | Caraffe per liquore            | Insaccati              | Motori da NASCAR (parte 1)         | Motori da NASCAR (parte 2)  | Liquor jugs / Deli Meats / NASCAR Engines (Part 1) / NASCAR Engines (Part 2) |
| 9        | Odontoiatria digitale          | Tagliaunghie           | Restauro di stampe antiche         | Olio di canola              | Digital Dentistry / Nail Clippers / Poster Restoration / Canola Oil          |
| 10       | Termometri                     | Hummus                 | Contenitori per scorie radioattive | Sombreri                    | Dial Thermometers / Hummus / Spent Fuel Containers / Straw Sombreros         |
| 11       | Tequila                        | Materassi ad acqua     | Infradito                          | Argento                     | Tequila / Waterbeds / Flip Flops / Silver                                    |
| 12       | Bombole in vetroresina         | Salsa                  | Mulini per pompe ad acqua          | Dragster                    | Composite Propane Cylinders / Salsa / Water-Pumping Windmills / Dragsters    |
| 13       | Valvole per amplificatori      | Barre luminose         | Aeromodelli                        | Rullanti in metallo         | Audio Vacuum Tubes / Light Bars / Wood Model Aircraft / Metal Snare Drums    |